# Damassinier
Le damassinier est un arbre fruitier sous-cultivar du prunier de Damas, une variété de Prunus domestica.
Les damassiniers du Jura sont cultivés en Franche-Comté (France) et en Ajoie (Suisse, plus particulièrement dans la région de La Baroche, région supérieure de la vallée de l'Allaine, au climat propice à l'arboriculture (district de Porrentruy) où ses prunes appelées « damassons » servent à fabriquer la damassine).